# Полонийртуть
Полонийртуть — бинарное неорганическое соединение,
полония и ртути
с формулой HgPo,
кристаллы.

## Получение
- Сплавление стехиометрических количеств чистых веществ:

{\displaystyle {\mathsf {Po+Hg\ {\xrightarrow {T}}\ HgPo}}}

## Физические свойства
Полонийртуть образует серые или чёрные кристаллы
кубической сингонии,
пространственная группа F m3m,
параметры ячейки a = 0,6250 нм, Z = 4,
структура типа хлорида натрия NaCl
.